# Subijana-Morillas
Subijana-Morillas en espagnol ou Subilla Morillas en basque est une commune ou une contrée appartenant à la municipalité d'Erriberagoitia dans la province d'Alava, située dans la Communauté autonome basque en Espagne.